# Sala Burton
Pour les articles homonymes, voir Burton.
Sala Burton (née Sala Galante le 1er avril 1925 à Białystok en Pologne et morte le 1er février 1987 à Washington D.C.), est une femme politique américaine membre du Parti démocrate. Elle est membre de la Chambre des représentants de 1983 à 1987, élue dans le 5e district de Californie.

## Biographie
Elle fréquente les écoles publiques de San Francisco et l'université de San Francisco. Elle est directrice adjointe de l'Institut d'affaires publiques de Californie de 1948 à 1950, puis vice-président du Conseil démocrate de Californie de 1951 à 1954. Puis elle sert en tant que présidente du Forum des femmes démocrates de San Francisco de 1957 à 1959.
Burton est déléguée à la Convention nationale démocrate en 1956, 1976, 1980 et 1984. En 1983, elle se porte candidate à la Chambre des représentants lors d'une élection spéciale, convoquée à la suite de la mort de époux, Phillip Burton. Elle est réélue en 1984 et en 1986.
Elle meurt d'un cancer du côlon , le 1er février 1987, à Washington, DC, et est enterrée au Presidio de San Francisco. Nancy Pelosi lui succède.